# Epipleoneura tariana
Epipleoneura tariana – gatunek ważki z rodziny łątkowatych (Coenagrionidae). Występuje w lasach Amazonii w północno-zachodniej Brazylii i południowej Wenezueli.